# Icon (groupe)
Pour les articles homonymes, voir Icon.
Icon est un groupe de heavy metal américain, originaire de Phoenix, en Arizona. Le groupe a enregistré seulement quatre albums, et est dissous en 1990. Après la séparation du groupe, Dan Wexler continue dans la musique et participe à plusieurs projets musicaux, il a notamment coécrit plusieurs titres avec Alice Cooper.

## Biographie
Le groupe se forme initialement sous le nom de The Schoolboys en 1979 (ou plus tôt). Le groupe change de nom pour Icon en 1981, Phoenix, en Arizona par les amis lycéens Dan Wexler (guitare), Stephen Clifford (chant) et Tracy Wallach (basse). Ils sont rejoints par Dave Henzerling (guitare) et John Covington (batterie). Schoolboys publie un EP, Singin' Shoutin', et une compilation de quelques chansons. En 1984, Icon signe au label Capitol Records. À cette période, Henzerling et Covington quittent le groupe et sont remplacés par John Aquilino (guitare) et Pat Dixon (batterie).
En 1984, Icon publie son premier album éponyme, Icon, et effectue une tournée promotionnelle. En 1985, Night of the Crime est publié ; il est produit par Eddie Kramer, mixé par Ron Nevison et écrit par Bob Halligan Jr.. Pendant le mixage de l'album, le chanteur Stephen Clifford décide de quitter le groupe pour des raisons personnelles.
En août 2008, Icon célèbre sa réunion avec la publication d'un 1984 Bootleg Concert en DVD. Le 29 novembre 2008, Icon joue avec Tesla au Dodge Theatre à Phoenix. En septembre 2009, le groupe est confirmé pour le Headbangers Open Air organisé en Allemagne. En mai 2010, le groupe est annoncé en ouverture pour Queensrÿche le 20 mai au Orpheum Theater de Phoenix.

## Discographie

### Albums studio
- 1984 : Icon
- 1985 : Night of the Crime
- 1987 : A More Perfect Union
- 1989 : Right Between The Eyes

### Album live
- 2000 : 1984: Live Bootleg

## Membres

### Derniers membres
- Dan Wexler – guitare (1980–1990)
- Tracy Wallach – basse (1980–1990)
- Jerry Harrison – chant (1985–1990)
- Drew Bollmann – guitare (1985–1990)
- Kevin Stoller – clavier (1985–1990)
- David Lauser – batterie (1989–1990)

### Anciens membres
- David Michael-Phillips – guitare (1980) (The Schoolboys)
- John Covington – batterie (1980) (The Schoolboys)
- Stephen Clifford – chant (1980–1985)
- John Aquilino – guitare (1980–1985)
- Pat Dixon – batterie (1984–1989)